# Commission du Senedd
La commission du Senedd (Senedd Commission en anglais et Comisiwn y Senedd en gallois) est la plus haute instance politique et administrative du Parlement gallois, dont la mission essentielle est la gestion des biens, du personnel et des services propres à la chambre.
Érigée par le Government of Wales Act 2006 à compter des élections générales de 2007 sous le nom de commission de l’assemblée nationale pour le pays de Galles (National Assembly for Wales Commission en anglais et Comisiwn Cynulliad Cenedlaethol Cymru en gallois), elle est généralement appelée « la commission de l’Assemblée » (Assembly Commission et Comisiwn y Cynulliad) jusqu’à l’entrée en vigueur de son nom actuel au 6 mai 2020 au sens du Senedd and Elections (Wales) Act 2020. 
Plus haute autorité collégiale du Parlement gallois politiquement dirigée par le président du Senedd, qui exerce ce mandat ex officio, elle se compose de 4 autres membres chargés de représenter leurs groupes politiques et qualifiés de « commissaires ». Administrativement, le personnel de la commission est conduit par un directeur général.

## Histoire
La commission de l’Assemblée est créée à la suite des élections de mai 2007 par le Government of Wales Act 2006 sous le nom de National Assembly for Wales Commission en anglais et de Comisiwn Cynulliad Cenedlaethol Cymru en gallois. Elle se réunit pour la première fois le 20 juin 2007.
Au sens du Senedd and Elections (Wales) Act 2020, elle devient la « commission du Senedd » (Senedd Commission en anglais et Comisiwn y Senedd en gallois) à compter du 6 mai 2020.

## Rôle

### Fonctions
Les principales fonctions dévolues à la commission du Senedd par le Government of Wales Act 2006 sont la gestion des propriétés, du personnel et des services afin de subvenir aux besoins des membres du Senedd ; elles demeurent indépendantes du gouvernement gallois.
Avant les élections de mai 2007, l’assemblée nationale du pays de Galles, dotée de la personne morale, détient ses fonctions au nom de la Couronne, ce qui fait que ses employés sont membres du Home Civil Service. Après l’entrée en vigueur du Government of Wales Act 2006, les institutions dévolues se constituent d’une législature (assemblée nationale du pays de Galles) et d’un exécutif (gouvernement gallois) séparés auquel il convient d’ajouter la commission de l’Assemblée qui détient la personnalité morale.
Aussi, le transfert du personnel de l’Assemblée est opéré au profit du gouvernement gallois — où chacun conserve son statut de membre du Home Civil Service — à l’exception d’une partie qui intègre l’administration de la commission de l’Assemblée et perd son statut de civil servant,.

### Bureau exécutif
Le personnel de la commission est dirigé par un directeur général qui occupe également la fonction de greffier du Senedd. Il est nommé par la commission du Senedd.
Le bureau exécutif (Executive Board) est l’organe de décision stratégique de la commission qui joue également un rôle de conseil auprès de celle-ci. Assisté d’une équipe de direction (Leadership Team), le bureau est dirigé par le directeur général et greffier du Senedd.

### Organisation
L’administration de la commission du Senedd se divise en trois directions (celle des Affaires du Senedd, celle des Ressources du Senedd et celle de l’Engagement), elles-mêmes sous-divisées en services dirigés par un chef.

## Mandat

### Éligibilité
Le président du Senedd est un membre de droit de la commission du Senedd.
Les autres membres de la commission sont des membres du Senedd choisis par des groupes politiques du Parlement gallois,. Leur nombre est établi à quatre.
Sauf exceptions (nombre de groupes inférieur à quatre), aucun membre de la commission ne doit appartenir au même groupe parlementaire. S’il existe plus de quatre groupes dans la chambre, seuls les quatre plus importants sont capables de désigner un membre de la commission,.

### Nomination
Le président fait l’objet d’une nomination à chaque début de législature et préside ex officio la commission,.
Les autres membres sont désignés par une motion du Parlement gallois en réunion plénière sur proposition du comité des Affaires (Business Committee). Chaque commissaire démissionnaire est également remplacé par un autre commissaire par une motion adoptée au cours d’une réunion plénière,.

### Durée
Chaque commissaire peut notifier au greffier du Senedd sa démission écrite, à l’exception du président,.
Aussi, une simple motion proposée par un membre du Senedd peut démettre un commissaire avec effet immédiat si elle est adoptée par le Parlement gallois,.

### Vacance
N’importe quelle vacance (démission, éviction ou mort) est pourvue par une motion approuvée par le Senedd sur proposition du comité des Affaires,.

## Budget et ressources humaines
| Année                                           | 2007-2008 | 2017-2018 |
| ----------------------------------------------- | --------- | --------- |
| Budget (en millions de livres sterling)         | 10,5      | 19,8      |
| Ressources humaines (en équivalent temps plein) | 312       | 448       |

## Commissaires successifs
| Commission              | Président          | Nomination des membres | Groupe politique          | Groupe politique  | Groupe politique  | Groupe politique  | Groupe politique        | Groupe politique    | Groupe politique | Groupe politique    | Législature         |
| Commission              | Président          | Nomination des membres | Conservateur              | Travailliste      | Travailliste      | Démocrate libéral | Plaid                   | UKIP                | Brexit           | Alliance (en)       | Législature         |
| ----------------------- | ------------------ | ---------------------- | ------------------------- | ----------------- | ----------------- | ----------------- | ----------------------- | ------------------- | ---------------- | ------------------- | ------------------- |
| Commission              | Président          | Nomination des membres |                           |                   |                   |                   |                         |                     |                  |                     | Législature         |
| Première, (2007-2011)   | Dafydd Elis-Thomas | 6 juin 2007            | William Graham (en)       | Lorraine Barrett  | Lorraine Barrett  | Peter Black (en)  | Elin Jones              |                     |                  |                     | IIIe                |
| Première, (2007-2011)   | Dafydd Elis-Thomas | 18 septembre 2007      | William Graham (en)       | Lorraine Barrett  | Lorraine Barrett  | Peter Black (en)  | Chris Franks (en)       |                     |                  |                     | IIIe                |
| Deuxième (2011-2016)    | Rosemary Butler    | 25 mai 2011            | Angela Burns              | Sandy Mewies (en) | Sandy Mewies (en) | Peter Black (en)  | Rhodri Glyn Thomas (en) | IVe                 |                  |                     |                     |
| Troisième (2016-2021)   | Elin Jones         | 8 juin 2016            | Suzy Davies (en)          | Joyce Watson (en) | Joyce Watson (en) | Dissous           | Dai Lloyd (en)          | Caroline Jones (en) | Ve               |                     |                     |
| Troisième (2016-2021)   | Elin Jones         | 21 septembre 2016      | Suzy Davies (en)          | Joyce Watson (en) | Joyce Watson (en) | Dissous           | Adam Price              | Caroline Jones (en) | Ve               |                     |                     |
| Troisième (2016-2021)   | Elin Jones         | 14 novembre 2018       | Suzy Davies (en)          | Joyce Watson (en) | Joyce Watson (en) | Dissous           | Adam Price              | David Rowlands (en) | Ve               |                     |                     |
| Troisième (2016-2021)   | Elin Jones         | 21 novembre 2018       | Suzy Davies (en)          | Joyce Watson (en) | Joyce Watson (en) | Dissous           | Siân Gwenllian          | David Rowlands (en) | Ve               |                     |                     |
| Troisième (2016-2021)   | Elin Jones         | 20 mai 2019            | Suzy Davies (en)          | Joyce Watson (en) | Joyce Watson (en) | Dissous           | Siân Gwenllian          | Dissous             | Ve               | David Rowlands (en) |                     |
| Troisième (2016-2021)   | Elin Jones         | 29 janvier 2020        | Suzy Davies (en)          | Joyce Watson (en) | Joyce Watson (en) | Dissous           | Rhun ap Iorwerth        | Dissous             | Ve               | David Rowlands (en) |                     |
| Troisième (2016-2021)   | Elin Jones         | 16 octobre 2020        | Suzy Davies (en)          | Joyce Watson (en) | Joyce Watson (en) | Dissous           | Rhun ap Iorwerth        | Dissous             | Ve               | Dissous             | David Rowlands (en) |
| Quatrième (depuis 2021) | Elin Jones         | 23 juin 2021           | Janet Finch-Saunders (en) | Ken Skates (en)   | Joyce Watson (en) | Dissous           | Rhun ap Iorwerth        | Dissous             | Dissous          | Dissous             | VIe                 |
| Quatrième (depuis 2021) | Elin Jones         | 4 juillet 2023         | Janet Finch-Saunders (en) | Ken Skates (en)   | Joyce Watson (en) | Dissous           | Adam Price              | Dissous             | Dissous          | Dissous             | VIe                 |

### Règlement intérieur
- National Assembly for Wales, Standing Orders of the National Assembly for Wales, National Assembly for Wales Commission, 2019, 221 p. (lire en ligne [PDF]).
- Cynulliad Cenedlaethol Cymru, Rheolau Sefydlog Cynulliad Cenedlaethol Cymru, Hawlfraint Comisiwn Cynulliad Cenedlaethol Cymru, 2019, 210 p. (lire en ligne [PDF]).

### Législation galloise
- Senedd and Elections (Wales) Act 2020, Her Majesty’s Stationery Office, 2020, 49 p. (lire en ligne [PDF]).

### Législation britannique
- Government of Wales Act 2006, The Stationery Office Limited, 2006, 203 p. (lire en ligne [PDF]).
- The National Assembly for Wales (Transfer of staff to Assembly Commission Scheme) Order 2007, The Stationery Office Limited, 2007, 7 p. (lire en ligne [PDF]).